# Raj'a
Raj'a (arabiska: الرجعة, lit. återvändo) är en islamisk term som innebär en grupp personers återvändo efter döden och innan domedagen. Bland annat i vers 2:56 i Koranen står det om att Gud väckt döda till liv. Enligt Koranen är Gud Allsmäktig och rationellt sett är det enklare att väcka någon död till liv än att skapa den från början. Raj'a är en av tolvshiiternas populära trosuppfattningar, och enligt deras trosuppfattning kommer en grupp väldigt troende och en grupp väldigt onda personer att återvända till världen efter den tolfte shiaimamens återuppträdande. Den första gruppen kommer att avancera mot perfektion och den andra gruppen kommer att bestraffas i denna värld.